# Derek Tonkin
Derek Tonkin, CMG (* 30. Dezember 1929) ist ein ehemaliger britischer Diplomat.

## Leben
Derek Tonkin in den diplomatischen Dienst (HM Diplomatic Service) ein und fand danach zahlreiche Verwendungen an Auslandsvertretungen sowie im Außenministerium (Foreign and Commonwealth Office). Er war zwischen 1976 und 1980 Botschaftsrat für Handelsangelegenheiten (Commercial Counsellor) an der Botschaft in der Deutschen Demokratischen Republik (DDR). Anschließend löste er am 17. September 1980 Sir John Margetson als Botschafter in Vietnam ab und verblieb auf diesem Posten bis zu seiner Ablösung durch Sir Michael Pike 1982. Für seine Verdienste wurde er am 1. Januar 1982 Companion des Order of St Michael and St George (CMG). Anschließend fungierte er zwischen 1983 und 1986 als Gesandter und stellvertretender Hochkommissar in Südafrika.
Zuletzt wurde Derek Tonkin 1986 als Nachfolger von Justin Staples Botschafter in Thailand und bekleidete dieses Amt bis zu seinem Eintritt in den Ruhestand, woraufhin Sir Ramsay Melhuish seine Nachfolge antrat. Zugleich war er zwischen 1986 und 1989 in Personalunion als nicht-residierender Botschafter in Laos akkreditiert.
Neben seiner diplomatischen Tätigkeiten verfasste Tonkin verschiedene Fachbücher, die sich mit der Khmer-Sprache sowie den Sitten und Gebräuchen in Thailand beschäftigten.

## Veröffentlichungen
- Modern Cambodian writing. The alphabet, handwriting, orthography, printing style, punctuation, Phnom Penh 1962
- Simple Etiquette in Thailand, 1990, ISBN 0-904-40476-5
- The Cambodian Alphabet. How to write the Khmer language, Bangkok 1991, ISBN 9-748-86702-1
- The Simple Guide to Customs and Etiquette in Thailand, Mitautor Visnu Kongsiri, 1996 (Neuauflagen 1998 und 2004), ISBN 1-860-34045-8